# Trào lưu nhà thu nhỏ

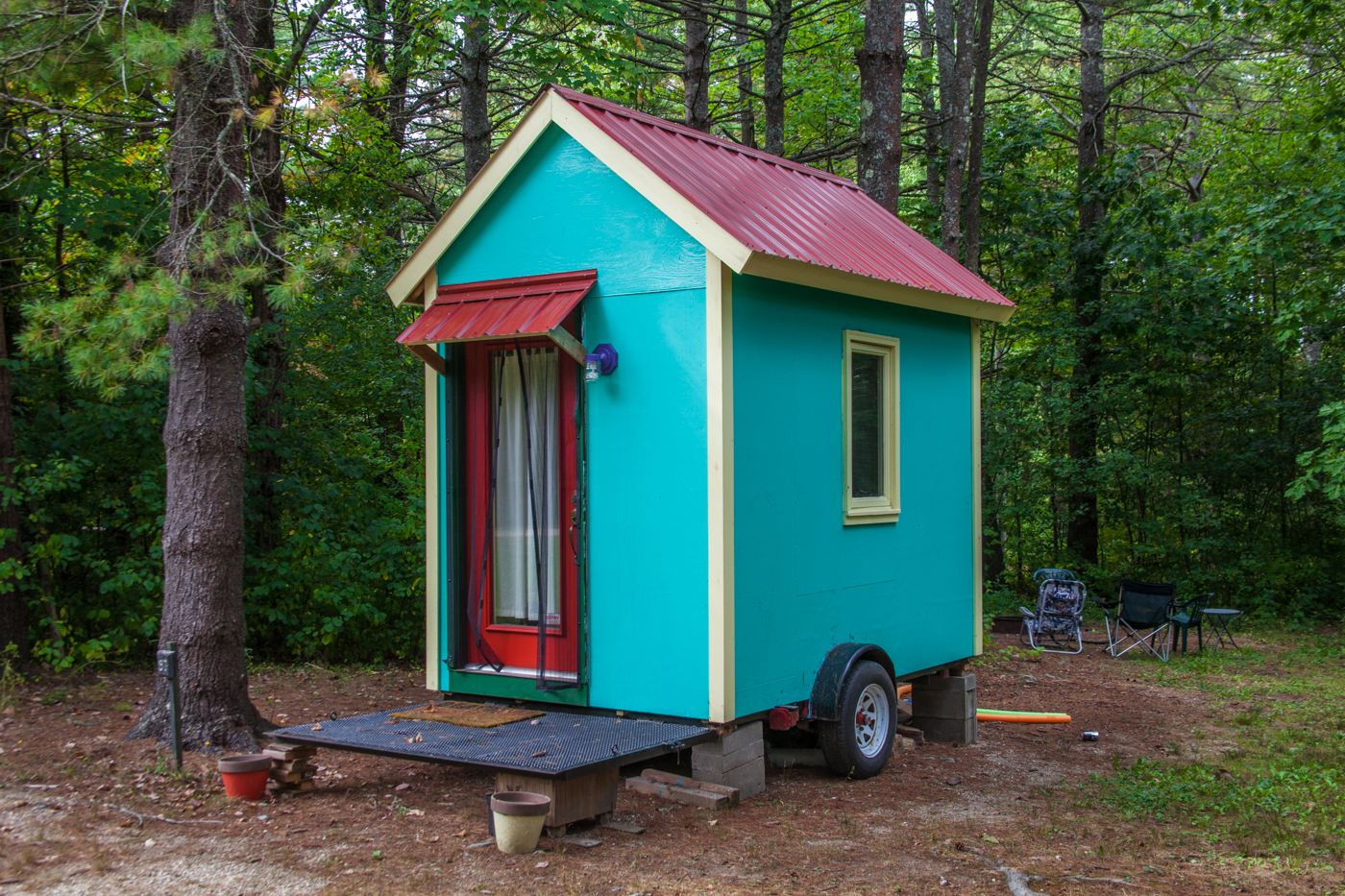
Một kiểu nhà quy mô nhỏ gọn

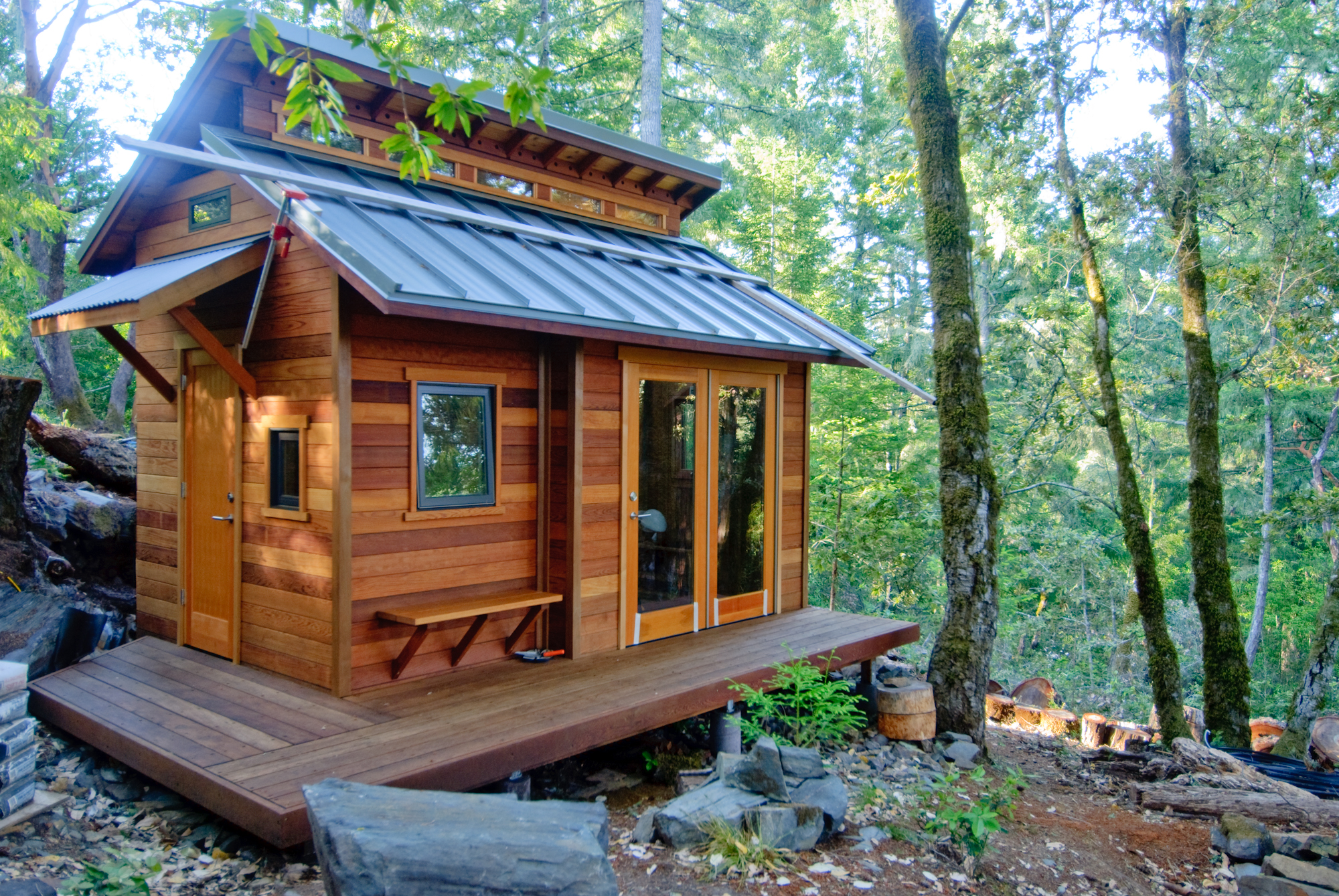
Một ngôi nhà nhỏ bằng gỗ trong làng sinh thái

Trào lưu nhà thu nhỏ (Tiny-house movement) là một phong trào kiến trúc và xã hội ủng hộ việc thu nhỏ không gian sống, đơn giản hóa và về cơ bản là "lối sống tối giản". Theo Bộ luật Dân cư Quốc tế 2018, Phụ lục Q: Ngôi nhà tí hon, ngôi nhà bé tí là "đơn vị ở có diện tích sàn tối đa là 37 mét vuông (400 sq ft), không bao gồm gác xép.". Thuật ngữ "ngôi nhà bé tí" hay nhà quy mô nhỏ (Tiny-house) đôi khi được sử dụng thay thế cho "ngôi nhà siêu nhỏ" (Micro-house). Đây là một khái niệm được phát triển từ nước Mỹ với triết lý đủ-là-đủ và tập trung vào những gì cần thiết và quan trọng. Thế kỷ XXI chứng kiến những khái niệm như AirBnB (tiếng Anh: AirBed and Breakfast, dịch là phòng nghỉ và bữa sáng), Co-Living (mô hình sống chung), nhà thông minh, nhà quy mô nhỏ dần trở nên phổ biến với cả thế hệ già và trẻ cũng như truyền cảm hứng cho các phong trào về kiến trúc, xây dựng trên toàn cầu. 
Mặc dù căn nhà ở nhỏ chủ yếu thể hiện sự trở lại với cuộc sống đơn giản hơn, nhưng phong trào này cũng được coi là một giải pháp thân thiện với môi trường tiềm năng cho ngành công nghiệp nhà ở hiện tại, cũng như một lựa chọn chuyển tiếp khả thi cho những cá nhân đang thiếu nơi ở. Một số tiểu bang ở Hoa Kỳ coi bất kỳ ngôi nhà nào có diện tích dưới 1.000 bộ vuông là ngôi nhà bé tí (hoặc siêu nhỏ) để mở rộng các dịch vụ cho nhiều người đam mê háo hức trải nghiệm. Sự khác biệt này rất quan trọng vì nhiều người muốn xây cất những ngôi nhà nhỏ trên những lô đất trống, tuy nhiên nếu một ngôi nhà nhỏ thiếu bất kỳ tiện nghi cần thiết nào cần thiết cho một đơn vị ở thì đó là một cấu trúc phụ và phải được đặt trên cùng một lô với chính. Có nhiều lý do để sống trong một ngôi nhà nhỏ. Nhiều người bước vào lối sống này suy nghĩ lại về giá trị của họ với cuộc sống và quyết định nỗ lực nhiều hơn để củng cố cộng đồng, bảo vệ môi trường, dành thời gian cho gia đình hoặc tiết kiệm tiền. Phong trào nhanh chóng trở nên phổ biến ở nhiều nơi khác nhau trên toàn thế giới. Phong trào này thúc đẩy việc tạo ra một trải nghiệm và một hoàn cảnh sống lành mạnh, thân thiện với môi trường và phù hợp với tính cách người dùng.

## Hình ảnh

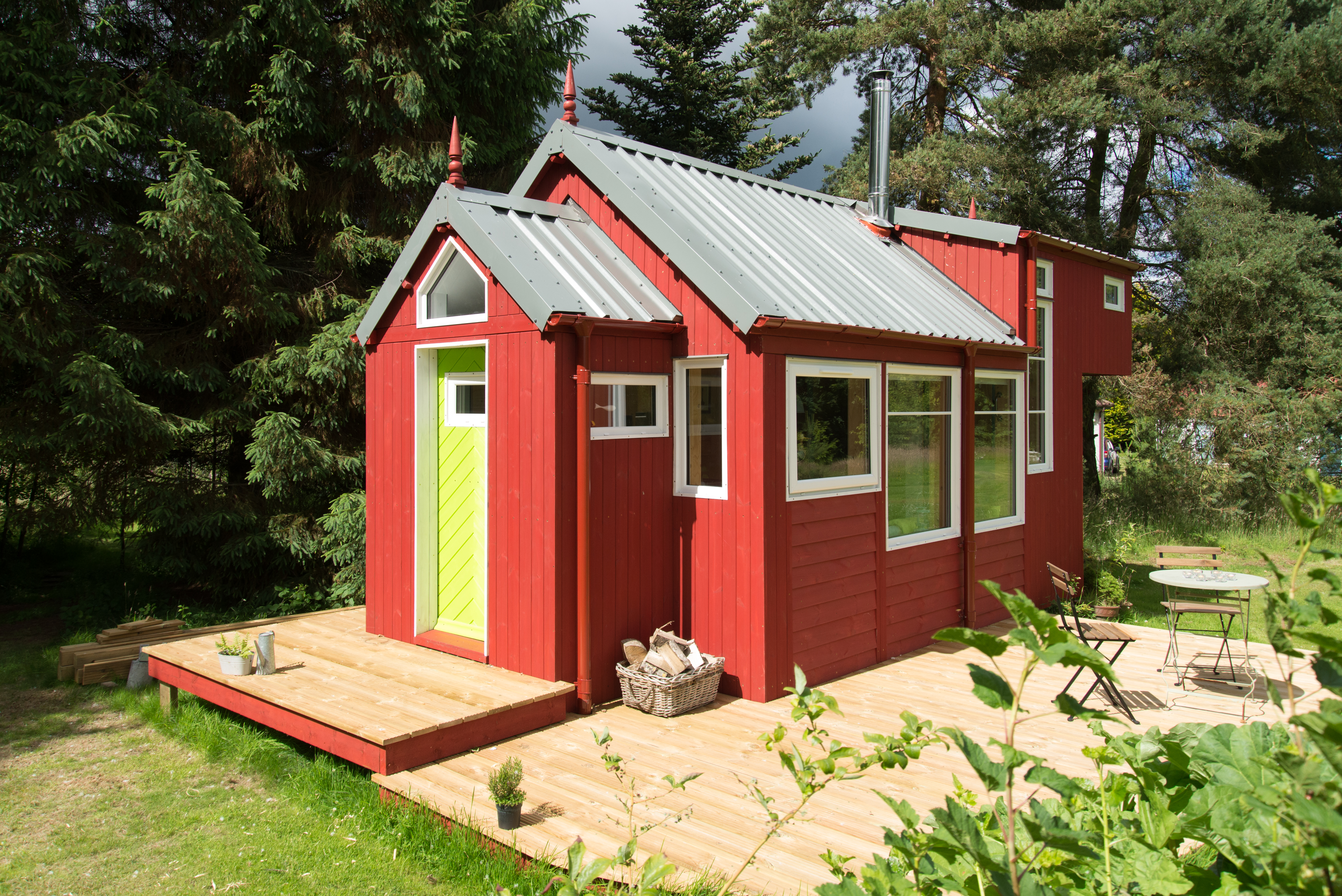
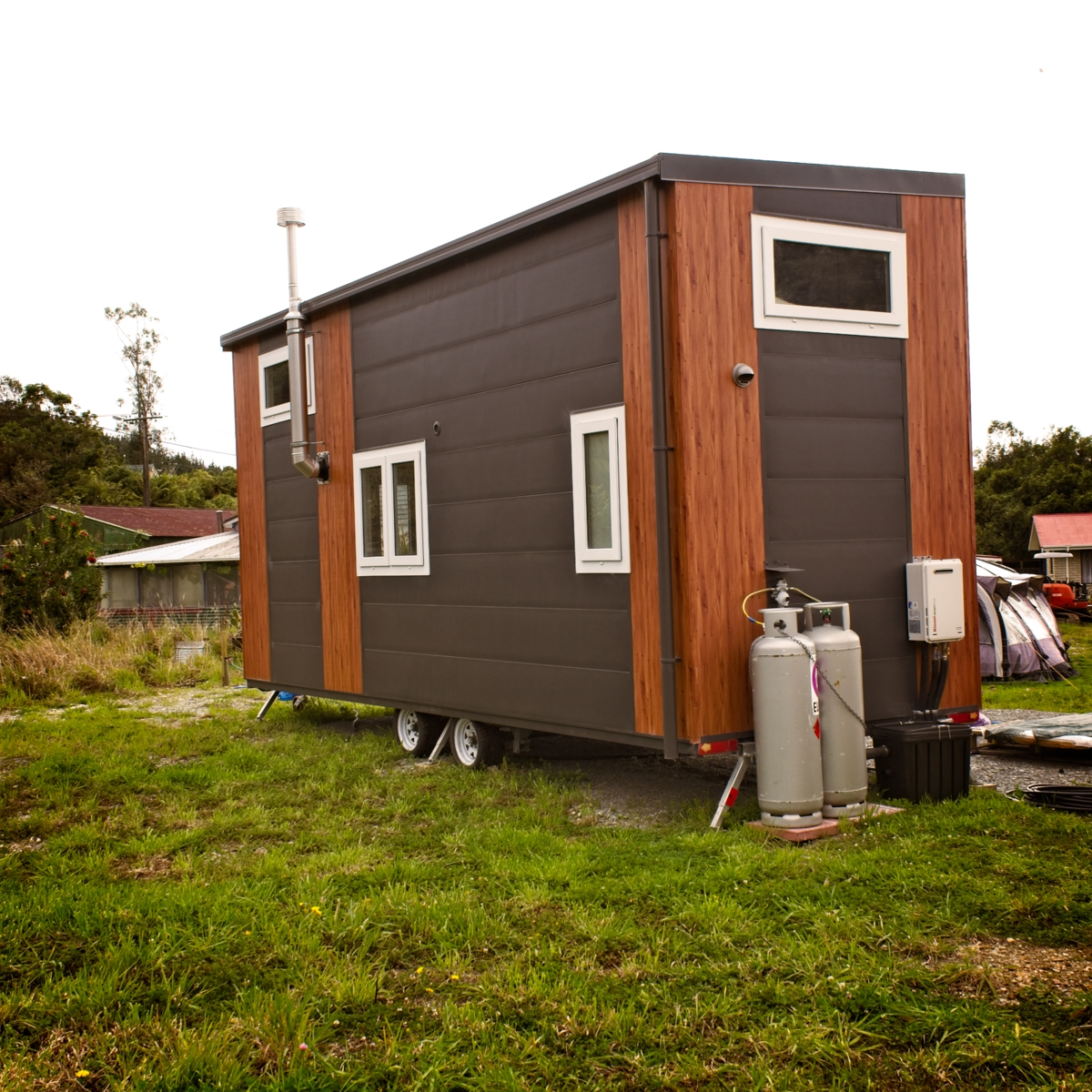
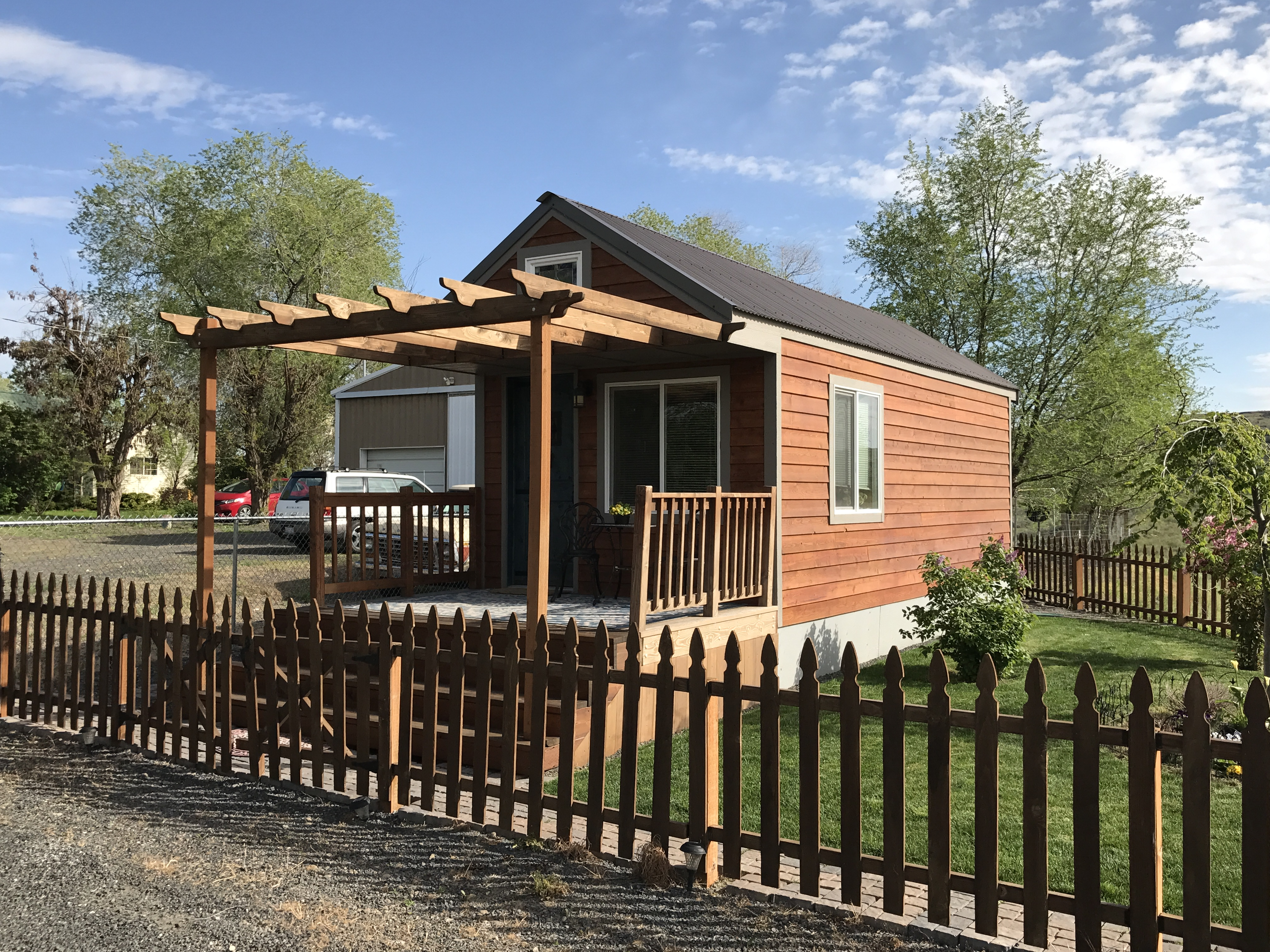
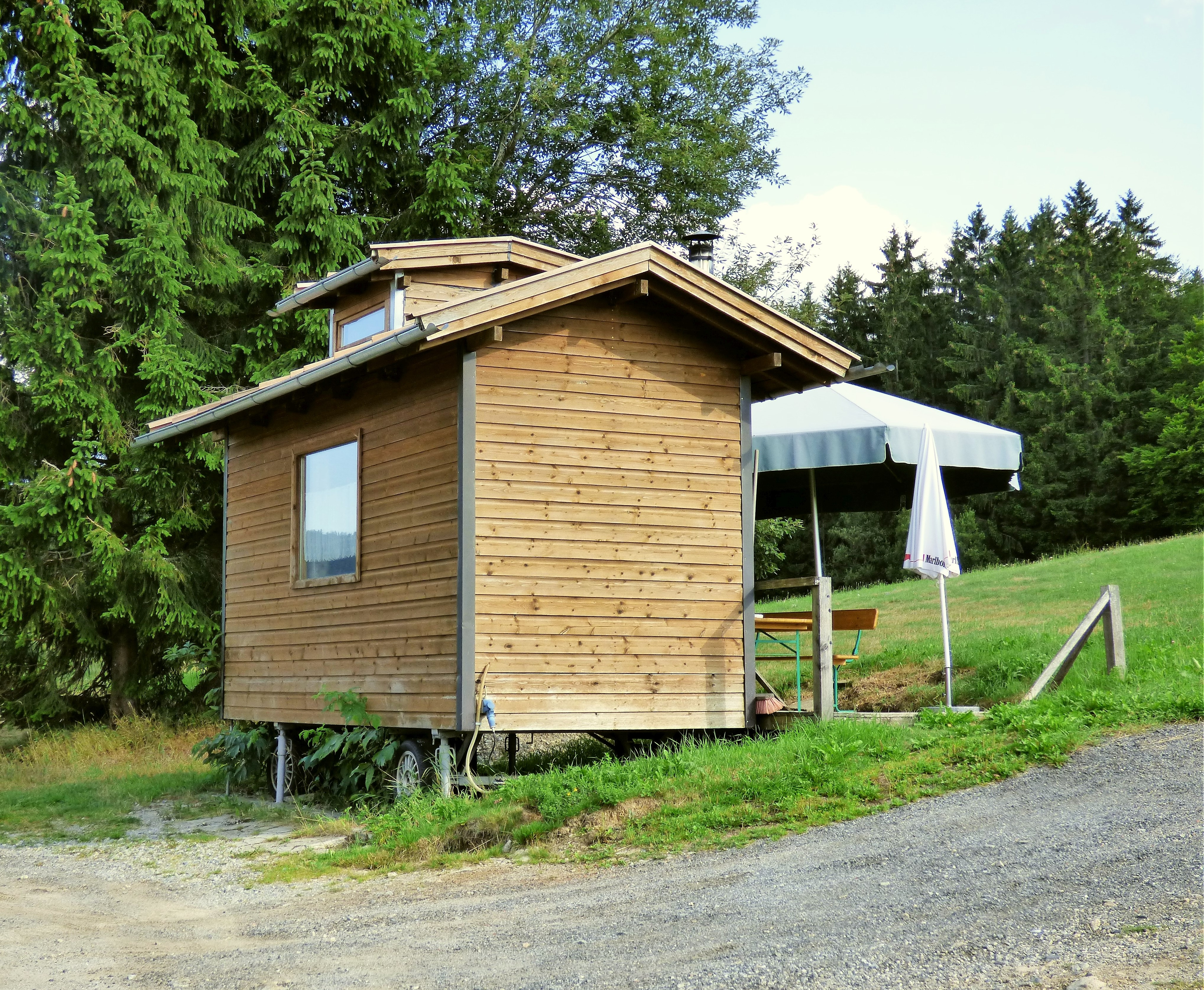
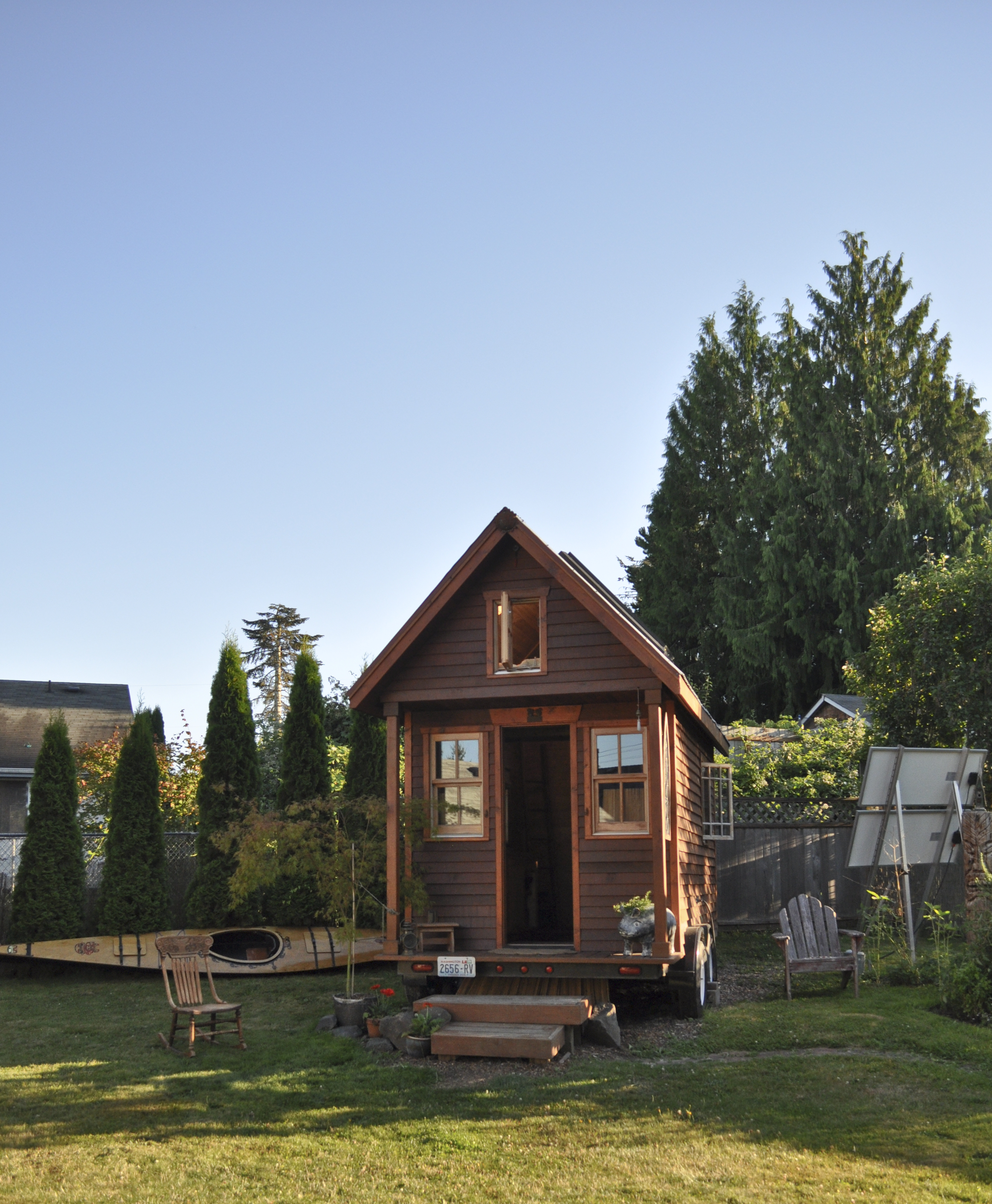